# محمد رضوانی
محمد رضوانی سیاست‌مدار ایرانی بود، که در دوره بیست و چهارم مجلس شورای ملی به عنوان نماینده قم از استان قم در مجلس شورای ملی حضور داشت.